# Aristotelis (municipalitate)

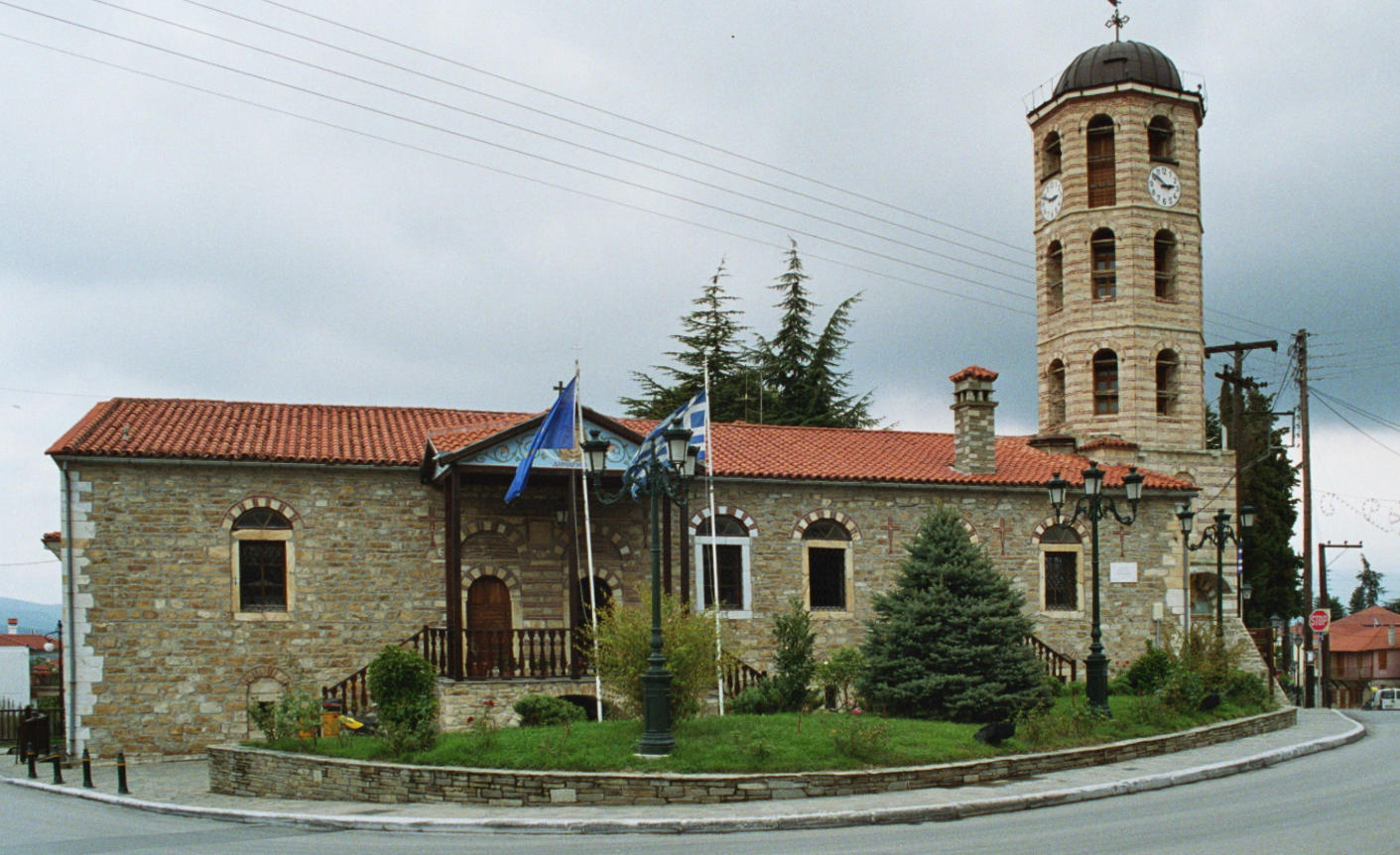
Primăria din Arnaia

Aristotelis (în greacă Αριστοτέλης) este o municipalitate din Grecia, situată la periferia Macedoniei Centrale, cu 17.752 de locuitori, potrivit recensământului din 2001. Municipalitatea a fost denumită așa în cinstea filosofului antic Aristotel, originar din Stagira, cetate antică situată pe teritoriul municipalității Aristotelis.
Municipalitatea Aristotelis a fost instituită prin reforma administrativă numită Planul Kallikratis, în vigoare din ianuarie 2011, care a abolit prefecturile și a fuzionat numeroase municipalități.

## Municipalitatea
Municipalitatea s-a format prin fuzionarea, în 2011, a trei municipalități mai mici, ca urmare a Planului Kallikratis:
- Arnaia, în greacă: Αρναίας
- Panagia, în greacă: Παναγίας
- Stagira-Akanthos, în greacă: Σταγίρων-Ακάνθου